# Phantasy Star III: Generations of Doom
Phantasy Star III: Generations Of Doom  é um jogo eletrônico para Mega Drive desenvolvido e publicado pela Sega, terceiro título da série Phantasy Star, contando a história dos sobreviventes da explosão de Palma que vivem dentro de uma gigante nave-mundo chamada Alisa III.

## Enredo

### Prefácio
1000 anos antes da história começar, aconteceu uma guerra avassaladora entre a feiticeira Laya e seus monstros contra Orakio e seus robôs. Orakio e Laya travaram uma batalha final entre si e depois nenhum dos dois foi visto. A guerra acabou por selar todas as passagens do mundo e, ao longo dos anos, reinos inteiros perderam o contato e a história de seu povo foi se esquecendo.

### 1ª Geração (Rhys)
A história começa quando o príncipe orakiano de Landen, Rhys, encontra uma bela moça desacordada nas praias do seu reino. A moça não lembra nada de seu passado, a não ser seu nome: Maia. Rhys se apaixona por Maia e decide se casar com ela. Porém, na celebração do casamento, um dragão aparece nos céus e rapta Maia dizendo: "Orakianos imundos, vocês nunca a terão!". Rhys então parte para tentar resgatar Maia, trilhando um  caminho com várias aventuras. Juntam-se à jornada de Rhys, Mieu - uma cyborg do tipo Myew S2, Wren - um cyborg do tipo Searren 386 (diferente do Wren do Phantasy Star IV), Lyle - o príncipe layano de Shusoran, e Lena - a princesa orakiana de Satera. Ao final da geração, deve-se escolher se Rhys irá se casar com Lena ou com Maia, gerando uma bifurcação na história, que segue por dois caminhos diferentes.

### 2ª Geração (Nial)
Rhys volta à Landen e se casa com Lena. Juntos eles tem um filho chamado Nial. Quando Nial chega à maturidade, um mensageiro de Satera avisa que seu reino está sendo destruído pelas tropas de Lune. Lune era o braço direito de Laya na guerra contra Orakio, e misteriosamente permaneceu vivo por 1000 anos na lua Daliah, para onde foi banido por Orakio. Nial então parte, junto de Wren e Mieu, para impedir que a destruição causada por Lune continue. Ao longo da aventura, entram no grupo Ryan - um layano comandante das tropas rebeldes de resistência à Lune e Laya - a irmã mais nova da feiticeira Laya (elas têm o mesmo nome) mantida em sono criogênico por mais de 1000 anos. No final desta geração, Nial deve escolher se casará com Laya (gerando Adan e Gwen) ou com a Alair, irmã de Lune (gerando Aron).

### 2ª Geração (Ayn)
Rhys se casa com Maia e se torna rei de Cille (cidade natal de Maia), gerando, assim, a paz entre layanos e orakianos. Dessa união nasce Ayn, príncipe de Cille. Quando Ayn chega à maturidade, estranhos e fortes ataques de robôs acontecem contra seu reino. Ayn então parte, junto de Mieu e Wren, em busca de Satelite, um lugar de paz descrito em lendas, para onde seu povo deve ir para fugir da guerra iminente. Ao longo de sua busca, entram no grupo Thea - filha de Lyle e princesa de Shusoran e Sari - Filha de Lena e então Rainha de Landen e Satera. No final desta geração, Ayn deve escolher se casará com Sari(e nascerá seu filho Cris) ou Thea(e nascerá seu filho Sean).

### 3ª Geração (Adan, Aron, Cris e Sean)
As gerações dos filhos do Ayn são mais longas porque ele fez menos missões. Depois de sair de seu reino em companhia de Mieu e Wren, o prícipe parte em busca das armas sagradas para enfrentar um terrível mal vindo do domo de Terminus que aflige toda a Alisa III. Entram no grupo Kara - Filha de Lune e princesa de Daliah, e Laya (ou Gwen, filha de Laya, no caso do Adan). Existem 4 finais diferentes, em um deles se chega na Terra.

## Características
Phantasy Star III é conhecido como a ovelha negra da série. Isso se deve ao fato do jogo ter um quê de inacabado, além de se passar fora do sistema de Algol, o que não agradou a muitos fãs. Apesar de ser considerado por muitos como sendo o pior jogo da série, é ainda um bom jogo de RPG.
Gáficos: Os gráficos em si são bonitos, porém extremamente repetitivos. Os desenhos dos montros também são um tanto quanto estranhos, além da movimentação dos próprios se restringirem a 2 ou 3 frames de animação.
Jogabilidade: Foge ao restante da série. As batalhas continuam sendo em turnos, porém há 4 "planos" onde os montros aparecerem, 2 na parte da frente e 2 na parte de trás(onde os monstros só são atingidos por armas de longo alcance ou após todos os monstros dos planos frontais serem mortos). As técnicas (exceto as de cura) são muito fracas, fazendo com que elas quase nunca sejam usadas. Não há chance de erro em um ataque. Personagens envenenados não perdem HP aos poucos, mas sim são impedidos de ter seu HP recuperado.
Som: Uma dos poucas características técnicas que se salva. A música de abertura é uma das melhores de toda a série. Durante o combate, a música muda de acordo com a situação do grupo (se está prestes a morrer, se a vitória já é garantida, etc). 
Uma característica interessante em relação à música que é tocada em ambientes externos é que ela varia durante o jogo. No inicio de cada geração, ela é bem simples, restrita a alguns poucos sons de instrumentos executando a música. A cada personagem que entra no grupo é incrementado um instrumento. Com o grupo completo de 5 personagens, a música está muito mais rica e elaborada do que estava no início da geração.

## Curiosidades
- Ao longo do jogo, Wren conseguirá várias partes adicionais que o torna possível se transformar em um submarino, um jato e um jet-sky;
- Lyle é, na verdade, o dragão que raptou Maia no começo do jogo. O jogador descobre isso ao longo da 2ª geração de Ayn;
- As cinco armas Nei são a espada de Orakio, o arco de Laya, o cortador (ou bumerangue) de Lune, a garra de Miun e o Projétil (arma de fogo) de Sirren;
- No final de Aron, Alisa III entra em um buraco negro e viaja no tempo-espaço, e acaba voltando para o passado, no sistema solar, onde até faz comunicação com a Terra. Esse talvez seja a explicação do aparecimento dos Earthmen (terráqueos) e sua nave Noah no sistema de Algol, em Phantasy Star II;
- No começo do jogo, antes de se casar com Maia, se você vender suas roupas e botas e, com o dinheiro, comprar um escapipe e usá-lo logo após ser preso na masmorra, você volta à sala do trono e o rei dirá que você fez um truque esperto, porém, devido à isso, o jogo não terá seu rumo normal e você deve apertar o botão "reset" para começar de novo, mas isso ele não diz na versão traduzida pela Tectoy ele apenas fala Velmente. Enquanto caia do céu afundava no lago isso era um trecho do final do game.

## Alisa III
Alisa III é uma nave gigante com 7 domos, com climas e características distintas, criados para suportar a vida de um grande número de passageiros. São eles:

### Landen
A o domo natal de Rhys e Lena. Onde se localiza também o palácio submerso onde Orakio aprisionou a Força Negra.

### Aquatica
Domo natal de Lyle e Maia. Na primeira geração sofre com um severo frio, porém volta ao seu clima normal após Rhys consertar o controle do clima.

### Aridia
O domo central de Alisa III, é um domo desértico, incapaz de suportar vida humana, tanto que a única cidade desse domo é habitada apenas por robôs e cyborgs. É onde se encontra o controle do clima e dos satélites. Possui também um  mini-domo interior secreto, onde Laya (irmã mais nova) foi mantida por 1000 anos.

### Elysium
Domo dos pilotos da Alisa III. Na segunda geração sofreu duros ataques de Lune e seu exército de monstros. Sua caverna à oeste abrigou forças rebeldes de resistência à Lune.

### Draconia
Na segunda geração, Draconia sofre com os incessantes ataques dos robôs de Sirren. É em Draconia que se localiza Techna, o castelo do poder, de onde controlam os motores da Alisa III.

### Frigidia
O domo vive uma eterna era glacial. É onde se encontra a cidade de Mystoke, onde a verdade sobre Laya e Orakio é revelada, além de Skyheaven, a cidade flutuante, onde os sábios guardam o conhecimento para derrotar a Força Negra, a criação das armas Nei.

### Terminus
Esse domo foi tão corrompido pelo mal que todas suas passagens foram seladas. Apenas a cidade flutuante de LaShute resiste.

### Satélites Azura e Daliah
São satélites artificiais de Alisa III, para onde foram banidos, respectivamente, Sirren e Lune.